# Рудо (громада)
Рудо (серб. Општина Рудо) — боснійська громада, розташована в регіоні Істочно-Сараєво Республіки Сербської. Адміністративним центром є місто Рудо.